# Sarmienta
Sarmienta es un género de fanerógamas perteneciente a la familia de las gesneriáceas. Incluye dos especies. 

## Especies
- Sarmienta repens (posible sinonimia con S. scandens)
- Sarmienta scandens